# 全国高等学校野球選手権大会 (新潟県勢)
全国高等学校野球選手権大会における新潟県勢の成績について記す。

## 大会結果
| 年度（大会）          | 代表校                                         | 試合結果                                       | 試合結果                                       | 成績                                           |
| --------------------- | ---------------------------------------------- | ---------------------------------------------- | ---------------------------------------------- | ---------------------------------------------- |
| 1918年（第4回大会）   | 長岡中（北陸・初出場）                         | （米騒動のため開催中止）                       | （米騒動のため開催中止）                       | （米騒動のため開催中止）                       |
| 1919年（第5回大会）   | 長岡中（北陸・2年連続2回目）                   | 1回戦                                          | ● 1 - 9 小倉中                                 | 初戦敗退                                       |
| 1920年（第6回大会）   | 長岡中（北陸・3年連続3回目）                   | 1回戦                                          | ○ 7 - 4 北海中                                 | ベスト8                                        |
| 1920年（第6回大会）   | 長岡中（北陸・3年連続3回目）                   | 準々決勝                                       | ● 2 - 4 慶応普通部                             | ベスト8                                        |
| 1921年（第7回大会）   | 長岡中（北陸・4年連続4回目）                   | 2回戦                                          | ● 7 - 19 岡山一中                              | 初戦敗退                                       |
| 1922年（第8回大会）   | 新潟商（北陸・初出場）                         | （選手の食中毒のため棄権）                     | （選手の食中毒のため棄権）                     | （選手の食中毒のため棄権）                     |
| 1923年（第9回大会）   | 新潟商（甲信越・2年連続2回目）                 | 1回戦                                          | ○ 2 - 1 明星商                                 | 2回戦                                          |
| 1923年（第9回大会）   | 新潟商（甲信越・2年連続2回目）                 | 2回戦                                          | ● 7 - 12 広陵中                                | 2回戦                                          |
| 1926年（第12回大会）  | 新潟商（甲信越・3年ぶり3回目）                 | 2回戦                                          | ○ 9 - 4 千葉師範                               | ベスト8                                        |
| 1926年（第12回大会）  | 新潟商（甲信越・3年ぶり3回目）                 | 準々決勝                                       | ● 2 - 5 高松中（7回日没コールド）              | ベスト8                                        |
| 1958年（第40回大会）  | 新潟商（32年ぶり4回目）                        | 1回戦                                          | ● 1 - 2x 鳥取西                                | 初戦敗退                                       |
| 1961年（第43回大会）  | 新発田農（北越・初出場）                       | 1回戦                                          | ○ 3 - 2 戸畑（延長10回）                       | 2回戦                                          |
| 1961年（第43回大会）  | 新発田農（北越・初出場）                       | 2回戦                                          | ● 1 - 4 崇徳                                   | 2回戦                                          |
| 1963年（第45回大会）  | 新潟商（5年ぶり5回目）                         | 1回戦                                          | ○ 1 - 0 鹿児島                                 | 2回戦                                          |
| 1963年（第45回大会）  | 新潟商（5年ぶり5回目）                         | 2回戦                                          | ● 0 - 5 桐生                                   | 2回戦                                          |
| 1966年（第48回大会）  | 小千谷（北越・初出場）                         | 1回戦                                          | ● 1 - 5 郡山                                   | 初戦敗退                                       |
| 1968年（第50回大会）  | 新潟商（5年ぶり6回目）                         | 1回戦                                          | ● 1 - 10 海星                                  | 初戦敗退                                       |
| 1970年（第52回大会）  | 長岡商（北越・初出場）                         | 1回戦                                          | ● 1 - 8 岡山東商                               | 初戦敗退                                       |
| 1972年（第54回大会）  | 糸魚川商工（北越・初出場）                     | 1回戦                                          | ● 0 - 3 東海大工                               | 初戦敗退                                       |
| 1973年（第55回大会）  | 糸魚川商工（2年連続2回目）                     | 1回戦                                          | ● 0 - 1 日田林工                               | 初戦敗退                                       |
| 1974年（第56回大会）  | 長岡商（4年ぶり2回目）                         | 2回戦                                          | ● 2 - 3 福岡第一                               | 初戦敗退                                       |
| 1975年（第57回大会）  | 新潟商（7年ぶり7回目）                         | 1回戦                                          | ● 3 - 4 石川                                   | 初戦敗退                                       |
| 1976年（第58回大会）  | 高田商（初出場）                               | 2回戦                                          | ○ 10 - 7 福島                                  | 3回戦                                          |
| 1976年（第58回大会）  | 高田商（初出場）                               | 3回戦                                          | ● 1 - 12 中京                                  | 3回戦                                          |
| 1977年（第59回大会）  | 長岡（56年ぶり5回目）                          | 2回戦                                          | ● 3 - 4 柳井商                                 | 初戦敗退                                       |
| 1978年（第60回大会）  | 中越（初出場）                                 | 1回戦                                          | ● 0 - 2 広島工                                 | 初戦敗退                                       |
| 1979年（第61回大会）  | 長岡（2年ぶり6回目）                           | 2回戦                                          | ● 5 - 6x 豊浦（延長10回）                      | 初戦敗退                                       |
| 1980年（第62回大会）  | 新発田農（19年ぶり2回目）                      | 2回戦                                          | ● 4 - 5 天理（延長10回）                       | 初戦敗退                                       |
| 1981年（第63回大会）  | 新発田農（2年連続3回目）                       | 1回戦                                          | ○ 3 - 1 広島商（延長10回）                     | 3回戦                                          |
| 1981年（第63回大会）  | 新発田農（2年連続3回目）                       | 2回戦                                          | ○ 4 - 3 東海大甲府                             | 3回戦                                          |
| 1981年（第63回大会）  | 新発田農（2年連続3回目）                       | 3回戦                                          | ● 1 - 9 今治西                                 | 3回戦                                          |
| 1982年（第64回大会）  | 新潟工（初出場）                               | 1回戦                                          | ● 3 - 4 都城                                   | 初戦敗退                                       |
| 1983年（第65回大会）  | 中越（5年ぶり2回目）                           | 1回戦                                          | ● 4 - 5 広島商                                 | 初戦敗退                                       |
| 1984年（第66回大会）  | 新潟南（初出場）                               | 2回戦                                          | ○ 4x - 3 京都西（延長11回）                    | ベスト8                                        |
| 1984年（第66回大会）  | 新潟南（初出場）                               | 3回戦                                          | ○ 4 - 2 明徳義塾                               | ベスト8                                        |
| 1984年（第66回大会）  | 新潟南（初出場）                               | 準々決勝                                       | ● 0 - 6 金足農                                 | ベスト8                                        |
| 1985年（第67回大会）  | 中越（2年ぶり3回目）                           | 1回戦                                          | ● 4 - 6 志度商（延長10回）                     | 初戦敗退                                       |
| 1986年（第68回大会）  | 中越（2年連続4回目）                           | 1回戦                                          | ● 2 - 7 日南                                   | 初戦敗退                                       |
| 1987年（第69回大会）  | 新発田農（6年ぶり4回目）                       | 1回戦                                          | ● 0 - 5 九州学院                               | 初戦敗退                                       |
| 1988年（第70回大会）  | 中越（2年ぶり5回目）                           | 1回戦                                          | ● 0 - 4 倉敷商                                 | 初戦敗退                                       |
| 1989年（第71回大会）  | 新潟南（5年ぶり2回目）                         | 1回戦                                          | ● 1 - 6 智弁学園                               | 初戦敗退                                       |
| 1990年（第72回大会）  | 高田工（初出場）                               | 2回戦                                          | ● 5 - 6x 八幡商                                | 初戦敗退                                       |
| 1991年（第73回大会）  | 新潟明訓（初出場）                             | 1回戦                                          | ● 1 - 8 柳ヶ浦                                 | 初戦敗退                                       |
| 1992年（第74回大会）  | 長岡向陵（初出場）                             | 1回戦                                          | ● 0 - 11 星稜                                  | 初戦敗退                                       |
| 1993年（第75回大会）  | 新潟明訓（2年ぶり2回目）                       | 1回戦                                          | ○ 3 - 1 松江第一                               | 2回戦                                          |
| 1993年（第75回大会）  | 新潟明訓（2年ぶり2回目）                       | 2回戦                                          | ● 0 - 10 横浜商大                              | 2回戦                                          |
| 1994年（第76回大会）  | 中越（6年ぶり6回目）                           | 1回戦                                          | ○ 2 - 1 坂出商                                 | 3回戦                                          |
| 1994年（第76回大会）  | 中越（6年ぶり6回目）                           | 2回戦                                          | ○ 1x - 0 浦和学院                              | 3回戦                                          |
| 1994年（第76回大会）  | 中越（6年ぶり6回目）                           | 3回戦                                          | ● 2 - 3 長崎北陽台                             | 3回戦                                          |
| 1995年（第77回大会）  | 六日町（初出場）                               | 1回戦                                          | ● 2 - 8 柳川                                   | 初戦敗退                                       |
| 1996年（第78回大会）  | 中越（2年ぶり7回目）                           | 1回戦                                          | ● 0 - 9 倉敷工                                 | 初戦敗退                                       |
| 1997年（第79回大会）  | 日本文理（初出場）                             | 2回戦                                          | ● 6 - 19 智弁和歌山                            | 初戦敗退                                       |
| 1998年（第80回大会）  | 新発田農（11年ぶり5回目）                      | 2回戦                                          | ● 2 - 5 浜田                                   | 初戦敗退                                       |
| 1999年（第81回大会）  | 新潟明訓（6年ぶり3回目）                       | 1回戦                                          | ○ 10 - 5 宇和島東                              | 2回戦                                          |
| 1999年（第81回大会）  | 新潟明訓（6年ぶり3回目）                       | 2回戦                                          | ● 1 - 4 旭川実                                 | 2回戦                                          |
| 2000年（第82回大会）  | 新発田農（2年ぶり6回目）                       | 1回戦                                          | ● 4 - 14 智弁和歌山                            | 初戦敗退                                       |
| 2001年（第83回大会）  | 十日町（初出場）                               | 1回戦                                          | ● 0 - 10 明徳義塾                              | 初戦敗退                                       |
| 2002年（第84回大会）  | 日本文理（5年ぶり2回目）                       | 1回戦                                          | ● 1 - 8 海星                                   | 初戦敗退                                       |
| 2003年（第85回大会）  | 中越（7年ぶり8回目）                           | 2回戦                                          | ● 0 - 2 江の川                                 | 初戦敗退                                       |
| 2004年（第86回大会）  | 日本文理（2年ぶり3回目）                       | 1回戦                                          | ● 1 - 2 京都外大西                             | 初戦敗退                                       |
| 2005年（第87回大会）  | 新潟明訓（6年ぶり4回目）                       | 1回戦                                          | ● 4 - 7 宇部商                                 | 初戦敗退                                       |
| 2006年（第88回大会）  | 日本文理（2年ぶり4回目）                       | 2回戦                                          | ● 1 - 2 香川西                                 | 初戦敗退                                       |
| 2007年（第89回大会）  | 新潟明訓（2年ぶり5回目）                       | 1回戦                                          | ○ 1 - 0 花巻東                                 | 3回戦                                          |
| 2007年（第89回大会）  | 新潟明訓（2年ぶり5回目）                       | 2回戦                                          | ○ 2 - 1 甲府商（延長12回）                     | 3回戦                                          |
| 2007年（第89回大会）  | 新潟明訓（2年ぶり5回目）                       | 3回戦                                          | ● 3 - 8 大垣日大                               | 3回戦                                          |
| 2008年（第90回大会）  | 新潟県央工（初出場）                           | 1回戦                                          | ● 2 - 4x 報徳学園                              | 初戦敗退                                       |
| 2009年（第91回大会）  | 日本文理（3年ぶり5回目）                       | 2回戦                                          | ○ 4 - 3 寒川                                   | 準優勝                                         |
| 2009年（第91回大会）  | 日本文理（3年ぶり5回目）                       | 3回戦                                          | ○ 12 - 5 日本航空石川                          | 準優勝                                         |
| 2009年（第91回大会）  | 日本文理（3年ぶり5回目）                       | 準々決勝                                       | ○ 11 - 3 立正大淞南                            | 準優勝                                         |
| 2009年（第91回大会）  | 日本文理（3年ぶり5回目）                       | 準決勝                                         | ○ 2 - 1 県岐阜商                               | 準優勝                                         |
| 2009年（第91回大会）  | 日本文理（3年ぶり5回目）                       | 決勝                                           | ● 9 - 10 中京大中京                            | 準優勝                                         |
| 2010年（第92回大会）  | 新潟明訓（3年ぶり6回目）                       | 2回戦                                          | ○ 5 - 3 京都外大西                             | ベスト8                                        |
| 2010年（第92回大会）  | 新潟明訓（3年ぶり6回目）                       | 3回戦                                          | ○ 1 - 0 西日本短大付                           | ベスト8                                        |
| 2010年（第92回大会）  | 新潟明訓（3年ぶり6回目）                       | 準々決勝                                       | ● 1 - 2 報徳学園                               | ベスト8                                        |
| 2011年（第93回大会）  | 日本文理（2年ぶり6回目）                       | 1回戦                                          | ● 3 - 14 日大三                                | 初戦敗退                                       |
| 2012年（第94回大会）  | 新潟明訓（2年ぶり7回目）                       | 2回戦                                          | ○ 6 - 1 県岐阜商                               | 3回戦                                          |
| 2012年（第94回大会）  | 新潟明訓（2年ぶり7回目）                       | 3回戦                                          | ● 0 - 4 明徳義塾                               | 3回戦                                          |
| 2013年（第95回大会）  | 日本文理（2年ぶり7回目）                       | 1回戦                                          | ● 2 - 10 大阪桐蔭                              | 初戦敗退                                       |
| 2014年（第96回大会）  | 日本文理（2年連続8回目）                       | 1回戦                                          | ○ 5 - 2 大分                                   | ベスト4                                        |
| 2014年（第96回大会）  | 日本文理（2年連続8回目）                       | 2回戦                                          | ○ 3 - 2 東邦                                   | ベスト4                                        |
| 2014年（第96回大会）  | 日本文理（2年連続8回目）                       | 3回戦                                          | ○ 6x - 5 富山商                                | ベスト4                                        |
| 2014年（第96回大会）  | 日本文理（2年連続8回目）                       | 準々決勝                                       | ○ 5 - 1 聖光学院                               | ベスト4                                        |
| 2014年（第96回大会）  | 日本文理（2年連続8回目）                       | 準決勝                                         | ● 0 - 5 三重                                   | ベスト4                                        |
| 2015年（第97回大会）  | 中越（12年ぶり9回目）                          | 1回戦                                          | ● 3 - 4x 滝川第二                              | 初戦敗退                                       |
| 2016年（第98回大会）  | 中越（2年連続10回目）                          | 1回戦                                          | ● 0 - 1x 富山第一                              | 初戦敗退                                       |
| 2017年（第99回大会）  | 日本文理（3年ぶり9回目）                       | 1回戦                                          | ○ 9 - 5 鳴門渦潮                               | 2回戦                                          |
| 2017年（第99回大会）  | 日本文理（3年ぶり9回目）                       | 2回戦                                          | ● 0 - 1 仙台育英                               | 2回戦                                          |
| 2018年（第100回大会） | 中越（2年ぶり11回目）                          | 1回戦                                          | ● 2 - 3x 慶応                                  | 初戦敗退                                       |
| 2019年（第101回大会） | 日本文理（2年ぶり10回目）                      | 1回戦                                          | ● 6 - 10 関東第一                              | 初戦敗退                                       |
| 2020年（第102回大会） | （新型コロナウイルス感染症流行による大会中止） | （新型コロナウイルス感染症流行による大会中止） | （新型コロナウイルス感染症流行による大会中止） | （新型コロナウイルス感染症流行による大会中止） |
| 2021年（第103回大会） | 日本文理（2大会連続11回目）                    | 2回戦                                          | ● 6 - 8 敦賀気比                               | 初戦敗退                                       |
| 2022年（第104回大会） | 日本文理（3大会連続12回目）                    | 1回戦                                          | ● 0 - 11 海星                                  | 初戦敗退                                       |
| 2023年（第105回大会） | 東京学館新潟（初出場）                         | 1回戦                                          | ● 4 - 5 市和歌山                               | 初戦敗退                                       |
| 2024年（第106回大会） | 新潟産大付（初出場）                           | 1回戦                                          | ○ 2 - 1 花咲徳栄                               | 2回戦                                          |
| 2024年（第106回大会） | 新潟産大付（初出場）                           | 2回戦                                          | ● 0 - 4 京都国際                               | 2回戦                                          |
| 2025年（第107回大会） | 中越（7年ぶり12回目）                          | 2回戦                                          | ● 1 - 6 関東第一                               | 初戦敗退                                       |

## 通算成績
| 出場 | 試合 | 勝利 | 敗戦 | 引分 | 勝率 | 優勝 | 準優勝 | ベスト4 | ベスト8 |
| ---- | ---- | ---- | ---- | ---- | ---- | ---- | ------ | ------- | ------- |
| 66   | 93   | 29   | 64   | 0    | .312 | 0    | 1      | 1       | 4       |

## 学校別成績
| 校名         | 出場 | 勝敗    | 直近出場 | 最高成績 | 前身校     |
| ------------ | ---- | ------- | -------- | -------- | ---------- |
| 日本文理     | 12回 | 9勝12敗 | 2022年   | 準優勝   |            |
| 中越         | 12回 | 2勝12敗 | 2025年   | 3回戦    |            |
| 新潟明訓     | 7回  | 7勝7敗  | 2012年   | ベスト8  |            |
| 新潟商       | 7回  | 3勝6敗  | 1975年   | ベスト8  |            |
| 新発田農     | 6回  | 3勝6敗  | 2000年   | 3回戦    |            |
| 長岡         | 6回  | 1勝5敗  | 1979年   | ベスト8  | 長岡中     |
| 新潟南       | 2回  | 2勝2敗  | 1989年   | ベスト8  |            |
| 糸魚川白嶺   | 2回  | 0勝2敗  | 1973年   | 初戦敗退 | 糸魚川商工 |
| 長岡商       | 2回  | 0勝2敗  | 1974年   | 初戦敗退 |            |
| 高田商       | 1回  | 1勝1敗  | 1976年   | 3回戦    |            |
| 新潟産大付   | 1回  | 1勝1敗  | 2024年   | 2回戦    |            |
| 上越総合技術 | 1回  | 0勝1敗  | 1955年   | 初戦敗退 | 高田工     |
| 小千谷       | 1回  | 0勝1敗  | 1966年   | 初戦敗退 |            |
| 新潟工       | 1回  | 0勝1敗  | 1982年   | 初戦敗退 |            |
| 長岡向陵     | 1回  | 0勝1敗  | 1992年   | 初戦敗退 |            |
| 六日町       | 1回  | 0勝1敗  | 1995年   | 初戦敗退 |            |
| 十日町       | 1回  | 0勝1敗  | 2001年   | 初戦敗退 |            |
| 新潟県央工   | 1回  | 0勝1敗  | 2008年   | 初戦敗退 |            |
| 東京学館新潟 | 1回  | 0勝1敗  | 2023年   | 初戦敗退 |            |